# Vainglory
Vainglory este un joc video de gen MOBA, elaborat și lansat de către Super Evil Megacorp pe platformele iOS și Android. Jocul este o luptă online 3 vs 3, scopul căreia este distrugerea cristalului inamicilor sau acumularea a 15 puncte (în dependență de modul de joc).
Elaborarea jocului a început în anul 2012, imediat după întemeierea Super Evil Megacorp; a fost lansat pe data de 16 noiembrie 2014 pe iOS, și mai apoi, pe 2 iulie 2015 pe Android. 
De atunci, jocul a trecut prin diferite schimbări a graficii, au apărut noi moduri de joc și au fost adăugați o mulțime de eroi și obiecte noi.
Datorită plusurilor sale, care au fost remarcate de site-uri precum IGN,  MOBAFire, MMORPG.com și chiar și de jucători, Vainglory a devenit populară destul de rapid, ceea ce a ajutat-o să treacă la ”un nivel nou”. Acest joc este prima disciplină în sport electronic pentru smartphone-uri. 
În momentul dat, în joc există 31 de eroi și mai mult de 80 de înfățișări, fiecare unice.

## Campionat mondial
- Câștigătorii primului campionat mondial sunt Phoenix Armada